# Arrondissement Oudenaarde
Arrondissement Oudenaarde (nizozemsky: Arrondissement Oudenaarde; francouzsky: Arrondissement d'Audenarde) je jeden ze šesti arrondissementů (okresů) v provincii Východní Flandry v Belgii.
Jedná se o politický a zároveň soudní okres. Soudní okres Oudenaarde také zahrnuje některé obce politického okresu Aalst.

## Obyvatelstvo
Počet obyvatel k 1. lednu 2017 činil 123 330 obyvatel. Rozloha okresu činí 418,80 km².

## Obce
Okres Oudenaarde sestává z těchto obcí:
- Brakel
- Horebeke
- Kluisbergen
- Kruishoutem
- Lierde
- Maarkedal
- Oudenaarde
- Ronse
- Wortegem-Petegem
- Zingem
- Zwalm